# معرين (حماة)
معرين أو معرين الجبل قرية سورية تتبع ناحية مركز حماة في منطقة مركز حماة في محافظة حماة. بلغ عدد سكانها 3710 نسمة في عام 2004 حسب إحصاء المكتب المركزي للإحصاء.

## وصلات خارجية
- الوحدات الإدارية في محافظة حماة نسخة محفوظة 18 أبريل 2019 على موقع واي باك مشين.